# Villers-le-Sec, Aisne
Villers-le-Sec är en kommun i departementet Aisne i regionen Hauts-de-France i norra Frankrike. Kommunen ligger  i kantonen Ribemont som ligger i arrondissementet Saint-Quentin. År 2022 hade Villers-le-Sec 256 invånare.

## Befolkningsutveckling
Antalet invånare i kommunen Villers-le-Sec
Referens: INSEE